# Слобожанське повстання (1670–1671)
Слобожанське повстання 1670—1671 — повстання у Слобідській Україні, яке було спрямоване проти влади московських воєвод. Спричинене великим повстанням донських козаків на чолі зі С.Разіним.
Складовою частиною повстання стали заворушення козацтва та міщанства в Острогозькому полку, які очолив полковник І.Дзиковський. Розпочалося на початку вересня 1670 та було викликане прибуттям на Слобожанщину загону донських козаків на чолі з Ф.Шадрою та Ф.Мінаєвим. Охопило міста Острогозьк, Ольшанськ та навколишні поселення. У цих містах привселюдно були страчені представники центральної російської влади.
Розгромлене за допомогою урядових військ та козацьких підрозділів, які не підтримали повсталих. 29 вересня 1670 полковник І.Дзиковський, писар М.Жуковцев, сотники Я.Чекмез та В.Григор'єв, обозний М.Волнянка були розстріляні на центральній площі Острогозька. 22 жовтня 1670 повісили дружину І.Дзиковського, а його дітей і племінницю довічно заслали до Сибіру. Такою ж доля була в родичів інших заколотників.
Однак повстання продовжилося в жовтні 1670 за допомогою загону разінців на чолі з Л.Черкашеніним (О.Хромим). Разом із місцевими козаками вони захопили міста Цареборисов, Маяцьк, Чугуїв, Зміїв, Балаклія, Мерефа та Колонтаїв. Однак наприкінці 1670 — на початку 1671 урядові війська перемогли повстанців, у результаті чого під Цареборисовим і Маяцьком стратили 186 прихильників С.Разіна (із них 81 особа походила зі Слобідської України). Зокрема, за участь у виступі було позбавлено життя зміївського сотника П.Ребуху, балакліївського сотника А.Огня та богодухівського сотника Т.Решетила.